# Marie Hess-Guthová
Marie Hess-Guthová (26. ledna 1878 Praha – ?) byla česká herečka a zpěvačka. Byla známá díky své činnosti v pražských divadlech (Smíchovské divadlo, Uranie, Městské divadlo na Vinohradech a Vinohradská činohra).

## Život

### Herectví
Marie Hess-Guthová byla aktivní subreta působící v Praze koncem 19. století a začátkem 20. století. V roce 1897, tedy již ve svých 19 letech, začala působit ve Smíchovském divadle, dnes známém jako Švandovo divadlo. Odtud roku 1903 přešla společně se svým manželem k divadlu Uranie v Holešovicích. Zde hrála pět let a v roce 1908 přešla do Městského divadla na Vinohradech a později od roku 1920 do roku 1928 působila ve Vinohradské činohře.

### Manželství
Manžel Marie Hess-Guthové, Jaroslav Josef Hess, byl kapelníkem ve smíchovské aréně. Byl synem spisovatele Václava Hesse. Narodil se 2. dubna roku 1875 v Písku (stejně jako jeho sestra Anna, * 1876) a v 15 letech se stal sirotkem, když jeho otec zemřel na tuberkulózu. I přes smrt živitele domu Hess vystudoval konzervatoř ve Vídni. Své znalosti uplatnil nejdříve jako vyučující hudby ve Znojmě a později (1897–1903) se stal kapelníkem Švandova divadla, kde působil společně s Hess-Guthovou. Vzali se 11. září 1899 v Praze, jejich manželství bylo ale roku 1918 rozvedeno od stolu a lože a roku 1921 soudně rozloučeno.

## Role

### Film
- role paní Hermové ve filmu Modche a Rézi z roku 1926, jež režíroval Přemysl Pražský podle námětu Vojtěcha Rakouse.[6] Film se nedochoval, premiéru měl 22. 10. 1926[7]

### Divadelní role
- role Mimi Wanderloo v operetě Rozvedená paní od autora Leo Fall, která měla premiéru 20. července1909 v Městském divadle v Královských Vinohradech[8]
- role Schmedesky v operetě Schmedes & Rosenthal, Vinohradská zpěvohra[9] Tato opereta pochází z pera židovského autora Bruna Granichstaedtena
- Opereta Muzikantská krev - 1920-28[10] autorem operety je Jarno, podle námětu R. Buchbindera[11]
- role Nany ve stejnojmenné hře podle námětu od Emila Zoly, divadlo Urania[12]
- role markýzy Editty ve hře Past na muže - 1908, Arena na Smíchově[13]
- role Olgy ve hře Lea Falla, Dollarové princezny, 1909,v Městském divadle v Královských Vinohradech[14] tato opereta měla v českém jazyce premiéru 2. listopadu1907 tamtéž.[15]
- role v díle V poutech vášně, lásky a smrti v Pištěkově lidovém divadle na Král. Vinohradech[16]

## Vedlejší projekty

### Bio Pohádka

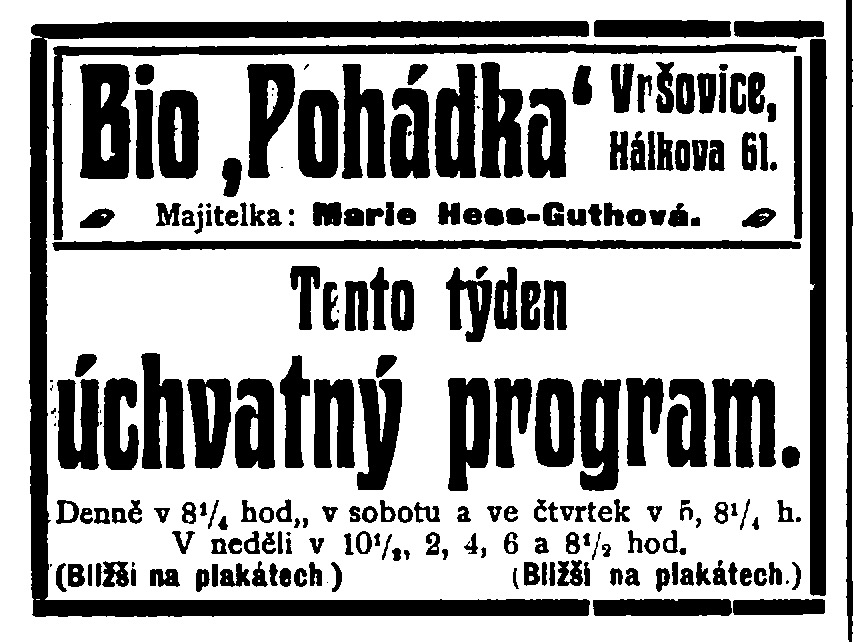
Propagace biografu Pohádka v Praze, Vršovicích

Marie Hess-Guthová byla majitelkou biografu Pohádka, sídlícího ve Vršovicích, ulici Hálkova čp. 61. Biograf byl od 1. ledna 1921 provozován na účet Ústřední Matice Školské

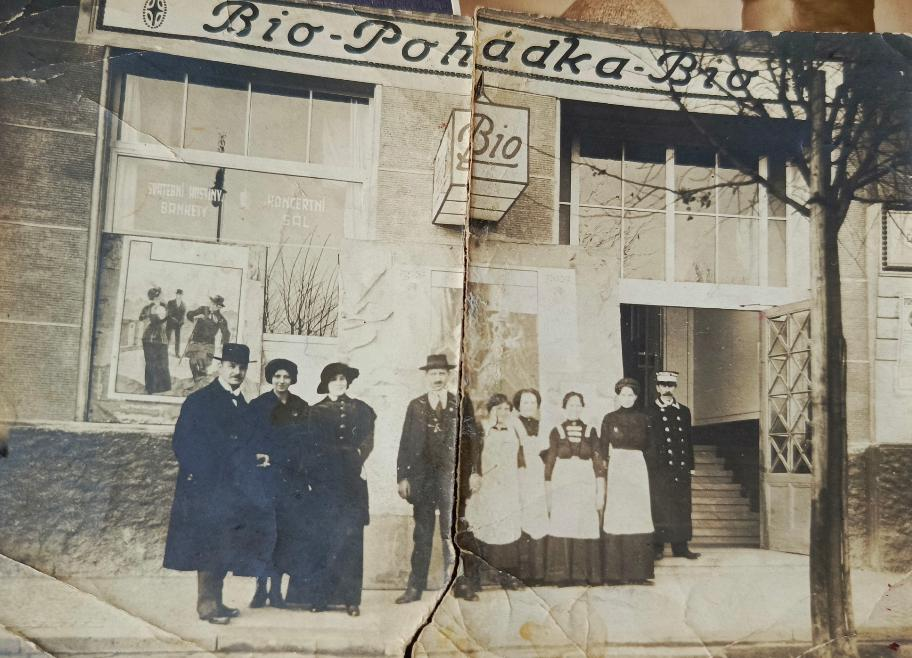
Dobová fotografie rodiny Hess před budovou bio Pohádka

V novinovém oznámení Konkursy a Vyrovnání z roku 1923 byla uvedena Hess-Guthová uvedena v kategorii konkursy "Marie Hess-Guthová-Janáčková, majitelka biografu ve Vršovicích"